# 朱锐 (明朝)
朱銳（1421年—？），字廷鉞，順天府通州人，軍籍，明朝政治人物。進士出身。

## 生平
景泰元年（1450年）庚午科順天府鄉試第九十三名。景泰二年（1451年）聯捷辛未科會試第一百二十六名，殿試登進士第三甲第十七名。

## 家族
曾祖父朱子貴。祖父朱成。父亲朱玉。